# Митавская гимназия
Высшая Митавская гимназия — гимназия, находившаяся в Дерптском учебном округе на территории Курляндской губернии.

## История
Первоначально в Митаве летом 1775 года курляндским герцогом Петром Бироном была открыта академическая гимназия, называемая также Петровской академией (Academia Petrina). Хотя митавская гимназия «не получила университетских прав, но по сути она представляла собой переходную форму от академической гимназии к университету»; она отличалась наличием богатейшей библиотеки и астрономической обсерватории (астрономы-наблюдатели Бейтлер и Паукер). В ней, кроме обычных гимназических предметов, преподавались богословие и юриспруденция. Даже имелись планы реорганизации этой гимназии в университет, который был открыт, но в Дерпте. Но даже после этого курляндское дворянство, в ноябре 1802 года, выходило с просьбой о преобразовании Митавской гимназии в Рыцарскую академию (с правами университета). А в 1805 году они предлагали оставить прежнюю гимназию, а на собственные средства обязались организовать губернскую гимназию общего типа на основании университетского устава 1804 года — Главное управление училищ и попечитель Дерптского округа Ф. И. Клингер высказались за преобразование Митавской гимназии на общих основаниях.
По положению, составленному на основании устава 1804 года в Митаве в 1806 году была открыта Высшая митавская гимназия (Gymanasium illustre). Первоначально в ней было 3 класса и штатом не предусматривалась должность директора; только в 1820 году она была введена в штатное расписание, а число классов увеличилось до пяти. В Митавской гимназии (как и в других гимназиях учебного округа) было назначено преподавать: Закон Божий, философия, греческая и латинская филология, история, география, статистика, математика и естественные науки, всеобщая и немецкая филология и еврейский язык для поступающих на богословский факультет; также штатом предусматривались учителя русского и французского языков и рисования. В 1820 году число классов было увеличено до пяти и главным было положено изучение классической филологии. Вскоре при гимназии были учреждены два лесных класса. В 1830 году для всех гимназий Дерптского учебного округа были оставлены прежние штаты и устройство. В 1834 году при гимназии было открыто лесное отделение.
Примечательно, что в Митавской гимназии безраздельно господствовал не государственный (русский) язык, а немецкий.
В 1837 году она была переименована в Митавскую мужскую гимназию. В начале Первой мировой войны в связи с приближением линии фронта к Митаве она была эвакуирована в Таганрог.
В здании гимназии в 1919 году была основана Елгавская Первая государственная средняя школа, которая с 1923 года стала называться Елгавской гимназией. Во время Второй мировой войны в здании находились моряки Балтийского флота, взятые в плен на островах Даго и Сааремаа.
В настоящее время в здании располагается Музей искусства и краеведения Елгавы имени художника Гедерта Элиаса.

## Персоналии
Персоналии:Митавская гимназия
Среди известных студентов и выпускников этого вуза были литовский президент Антанас Сметона и оба президента Латвии межвоенного периода, Янис Чаксте и Альберт Квиесис. Также в конце 1880-х годов в гимназии училась латвийская поэтесса Аспазия. Среди литовских политиков, учившихся в Митавской гимназии, были Казис Бизаускас, Эрнестас Галванаускас и Миколас Слежявичюс. Также в Митавской гимназии учился выдающийся собиратель латышского фольклора Кришьян Барон. В разное время гимназию окончили К. Ф. Руммель, Э. Э. Мирам, Ф. А. Паукер, Ф.-Х. Пауффлер.
Директорами гимназии были: Юлий Готфридович Фогель (11.03.1878—1888?), Степан Фёдорович Рожанковский (15.10.1889—1892), Фёдор Евдокимович Тихомиров (28.11.1892—1895?), Александр Петрович Пятницкий (01.09.1900—1907), Порфирий Ферапонтович Юпатов (08.01.1907—1917).